# نهال عبد العزيز
نهال عبدالعزيز (1978-)، لاعبة كرة قدم إماراتية، تلعب لنادي أبو ظبي الرياضي، والمنتخب الإماراتي لكرة القدم للسيدات، في مركز الدفاع، حقّقت نجاحات عدّة ضمن منتخبها ومثّلت بلدها في الكثير من البطولات الدوليّة.

## السيرة الذاتية
ولد شغف نهال عبد العزيز بالرياضة منذ ارتيادها المدرسة الثانويّة. في حينها، أحبّت النشاط والمنافسة، لا سيّما لعب الرياضات الجماعيّة على غرار كرة الطائرة وكرة السّلة. وفي كرة القدم خاضت تجربة خارجية في دوري الجامعات الكندية أثناء دراستها للهندسة المعمارية هناك، وعندما عادت إلي الإمارات لعبت مع فرق دوري جبل علي ، ومنها لنادي أبو ظبي الرياضي، انضمت لقائمة المنتخب الإماراتي لكرة القدم للسيدات في ديسمبر 2014م ، خاضت العديد من التجارب التدريبة لعل من أبرزها تجربة التدريب مع فريق مانشيستر سيتي الأنجليزي للسيدات. حصلت اللاعبة نهال عبدالعزيز على جائزة المرأة الرياضية، وتم تكريمها من خلال الحفل السنوي الذي نظمته لجنة كرة القدم للسيدات بأتحاد الكرة الإماراتي بالعاصمة أبو ظبي وذلك عن الموسم الرياضي 2017-2018م.

## الأنشطة الرياضية
- تم ترشيح اللاعبة "نهال عبدالعزيز" لمرافقة أحد فرق كأس العالم للأندية لثلاث مرات، وذلك من خلال اللجنة المنظمة بالتعاون مع الاتحاد الدولي: المرة الأولي نسخة 2009م مع فريق بوهانج ستيلرزو الكوري، والمرة الثانية في نسخة 2010م مع فريق سيونجنام إلهوا تشونما الكوري، والمرة الثالثة في نسخة مونديال الأندية عام 2017م مع فريق أوكلاند سيتي النيوزيلندي.[5]
- 2021م- المشاركة في وفد منتخب السيدات الإماراتي لكرة القدم في تلبية الدعوة الرسيمية المقدمة من وزيرة الرياضة الفرنسية "روكسانا ماراسينونو" وتأتي الدعوة في إطار ودي، لبحث تجربة سيدات الإمارات في خوض منافسات لعبة كرة القدم، والتي تتطور بشكل سريع وتستقطب العديد من المواهب النسائية في الدولة.[6]
- نهال عبدالعزيز أول إماراتية يتم تعيينها كمنسقة مباراة نهائي كأس رئيس الإمارات 2022م.[7]
- شاركت في العديد من المباريات الوطنية والدولية، مثل بطولة كأس العين الرمضانية 2016 في الإمارات، وبطولة اتحاد غرب آسيا للسيدات في البحرين والأردن عام 2019، وتصفيات كأس آسيا 2017 و2021 في طاجيكستان وقرغيزستان.[7]
- شاركت نهال مع المنتخب الإماراتي في عشر مباريات، وهي عل التوالي:[8]

1. 25-8-2021- الإمارات المتحدة ضد جزر المالديف، وانتهت المباراة بفوز المنتخب الإماراتي 2-0
2. 15-9-2021- الإمارات العربية ضد سيشيل ، وانتهت المباراة بفوز الإمارات 4-1
3. 18-9-2021- الإمارات العربية ضد سيشيل ، وانتهت المباراة بفوز الإمارات 4-0
4. 2-10-2021- الإمارات العربية ضد الهند ، وانتهت المباراة بفوز الأخير 4-1
5. 6-10-2021- الإمارات العربية ضد المنتخب التونسي، وانتهت المباراة بفوز الأخير 4-0
6. 18-10-2021- الإمارات ضد منتخب غوام، وانتهت المباراة بفوز الإمارات 2-1
7. 21-10-2021- الإمارات ضد منتخب لبنان ، وانتهت المباراة بفوز لبنان 1-0
8. 24-10-2021- الإمارات ضد ميانمار ، وانتهت المباراة بفوز الأخير 2-0
9. 17-8-2022- الإمارات ضد منتخب سوريا ، وانتهت المباراة بفوز الأخير 4-1
10. 21-8-2022- الإمارات ضد منتخب سوريا ، وانتهت المباراة بفوز الأخير 1-0

## روابط خارجية
- نهال عبدالعزيز علي موقع soccerzz.com